# Torneo de Washington 2012
El Citi Open 2012 es un torneo de tenis. Pertenece al ATP Tour 2012 en la categoría ATP World Tour 500, y al WTA Tour 2012 en la categoría WTA International. El torneo tendrá lugar en la ciudad de Washington, Estados Unidos, desde el 29 de julio hasta el 5 de agosto de 2012, coincidiendo con la disputa de los Juegos Olímpicos de Londres 2012, sobre canchas duras.

## Cabezas de serie

### Masculino
| Preclasificado | Ranking | Tenista              |
| 1              | 13      | Mardy Fish           |
| 2              | 17      | Alexander Dolgopolov |
| 3              | 33      | Kevin Anderson       |
| 4              | 35      | Tommy Haas           |
| 5              | 37      | Pablo Andújar        |
| 6              | 46      | Jeremy Chardy        |
| 7              | 50      | Benoît Paire         |
| 8              | 57      | Sam Querrey          |

- Los cabezas de serie, están basados en el ranking ATP del 23 de julio de 2012.

### Femenino
| Preclasificada | Ranking | Tenista                    |
| 1              | 28      | Anastasiya Pavliuchenkova  |
| 2              | 42      | Chanelle Scheepers         |
| 3              | 52      | Sloane Stephens            |
| 4              | 56      | Vania King                 |
| 5              | 60      | Barbora Záhlavová-Strýcová |
| 6              | 61      | Iveta Benesova             |
| 7/WC           | 70      | Coco Vandeweghe            |
| 8              | 81      | Olga Govortsova            |

- Los cabezas de serie, están basados en el ranking WTA del 23 de julio de 2012.

## Campeones

### Individual Masculino
Alexandr Dolgopolov vence a  Tommy Haas por 6-7(7), 6-4, 6-1.

### Individual Femenino
Magdalena Rybarikova vence a  Anastasiya Pavliuchenkova por 6-1, 6-1.

### Dobles Masculino
Treat Conrad Huey /  Dominic Inglot vencen a  Kevin Anderson /  Sam Querrey por 7-6(5), 6-7(7), 10-5.

### Dobles Femenino
Shuko Aoyama /  Chang Kai-chen vencen a  Irina Falconi /  Chanelle Scheepers por 7-5, 6-2.